# Displeased Records
Displeased Records bylo nizozemské hudební vydavatelství se sídlem v Zaandamu založené roku 1992 Larsem Eikemou a Ronem Veltkampem. Vydávalo nizozemské i zahraniční kapely se zaměřením na death metal, black metal, doom metal, thrash metal, gothic metal, grindcore, ale i např. dark wave. Zároveň licenčně vydávalo alba jiných vydavatelství, jako např. Roadrunner Records.
Na vydaných nahrávkách používalo katalogové číslo se zkratkou D.
V dubnu 2018 ohlásilo bankrot.

## Seznam kapel
Seznam vybraných kapel, jejichž desky vyšly u Displeased Records.
- Acheron (USA)
- Agathocles (Belgie)
- Altar (Nizozemsko)
- Arcturus (Norsko)
- Celestial Season (Nizozemsko)
- Consolation (Nizozemsko)
- Cryptopsy (Kanada)
- Dead Head (Nizozemsko)
- Evisceration (Nizozemsko)
- Hades (Norsko)
- Houwitser (Nizozemsko)
- Infernäl Mäjesty (Kanada)
- Månegarm (Švédsko)
- Necrophagia (USA)
- Nembrionic (Nizozemsko)
- Ninnghizhidda (Německo)
- Officium Triste (Nizozemsko)
- Orphanage (Nizozemsko)
- Pentacle (Nizozemsko)
- Pestilence (Nizozemsko)
- Prostitute Disfigurement (Nizozemsko)
- Sadist (Itálie)
- Sadus (USA)
- Setherial (Švédsko)
- Unlord (Nizozemsko)
- a další